# Маклейн, Уильям
Уи́льям (Ви́лли) Макле́йн (англ. William "Wee Willie" McLean, произносится [məˈkleɪn]; 27 января 1904, Клайдбанк, Шотландия — дата смерти неизвестна) — американский футболист шотландского происхождения, полузащитник, игрок сборной США, участник чемпионата мира 1934 года.

## Карьера

### Клубная
Урождённый шотландец, Вилли Маклейн в возрасте 19 лет приехал в США, обосновался в Чикаго и стал выступать за местную команду «Пуллман». Через некоторое время он перешёл в «Чикаго Канадианс», а затем продолжил карьеру в клубе «Бриклейерс-энд-Мейсонс». Дважды в составе этой команды Маклейн останавливался в шаге от выигрыша Открытого Кубка США: в 1928 году уступив «Нью-Йорк Нэшнелз», а в 1931 — «Фолл-Ривер Марксмен».
В 1932 году Маклейн перешёл в состав клуба «Стикс, Бэр и Фуллер», который в тот же год достиг финала Открытого Кубка, но вновь проиграл. Победителем стала команда «Нью-Бедфорд Уэйлерз». В 1933 году Уильям наконец выиграл Кубок, затем повторил этот успех через год. Ещё спустя год, сменив название на «Сент-Луис Сентрал Бруэриз», клуб вновь добился успеха в финале Кубка. Это позволило Маклейну сделать третий подряд дубль (выиграть одновременно чемпионат лиги и кубок) за три года игровой карьеры. Затем команду ожидала очередная смена названия — «Сент-Луис Шемрокс». В 1936 году в середине сезона Маклейн был госпитализирован по причине истощения организма и 9 месяцев кряду восстанавливал форму.

### В сборной
Вилли Маклейн был приглашён в сборную и участвовал в тренировочных играх перед чемпионатом мира 1930 года за право поехать в составе команды в Уругвай, но не попал в заявку. Накануне чемпионата мира 1934 года он дебютировал в футболке национальной команды в стыковом матче с Мексикой, а затем уже на самом турнире провёл матч против хозяев — итальянцев.
Также приглашался в сборную перед серией товарищеских встреч со сборной Мексики в 1937 году, но не сыграл.
| Матчи и голы Уильяма Маклейна за сборную США | Матчи и голы Уильяма Маклейна за сборную США | Матчи и голы Уильяма Маклейна за сборную США | Матчи и голы Уильяма Маклейна за сборную США | Матчи и голы Уильяма Маклейна за сборную США | Матчи и голы Уильяма Маклейна за сборную США | Матчи и голы Уильяма Маклейна за сборную США |
| -------------------------------------------- | -------------------------------------------- | -------------------------------------------- | -------------------------------------------- | -------------------------------------------- | -------------------------------------------- | -------------------------------------------- |
| №                                            | Дата                                         | Место проведения                             | Соперник                                     | Счёт                                         | Голы                                         | Турнир                                       |
| 1                                            | 24 мая 1934                                  | Рим, Италия                                  | Мексика                                      | 4:2                                          | -                                            | Отборочный матч к ЧМ 1934                    |
| 2                                            | 27 мая 1934                                  | Рим, Италия                                  | Италия                                       | 1:7                                          | -                                            | Чемпионат мира 1934                          |

Итого: 2 матча / 0 голов; 1 победа, 0 ничьих, 1 поражение.

### Исчезновение
Летом 1938 года Уильям Маклейн бесследно исчез. Его семья занималась поисками, в 1944 году в спортивных газетах появились заметки о его пропаже и просьбе предоставить какие-либо сведения о нём за вознаграждение. Несмотря на все усилия, его больше никто никогда не видел.

## Достижения
- Чемпион американской футбольной лиги (3): 1933, 1934, 1935
- Обладатель Кубка США (3): 1933, 1934, 1935